# Jazz Albums
De Jazz Albums (ook wel Top Jazz Albums) is een hitlijst die gepubliceerd wordt door Billboard. De lijst omvat statistieken van jazzalbums die populair zijn in de Verenigde Staten. De gegevens zijn gebaseerd op verkoopcijfers, die samengesteld zijn door Nielsen SoundScan.